# Anusjavan Gasan-Dzjalalov
Anusjavan Rafaelovitj Gasan-Dzjalalov (ryska: Анушаван Рафаэлович Гасан-Джалалов), född den 23 april 1947 i Gjumri, är en sovjetisk roddare.
Han tog OS-brons i fyra utan styrman i samband med de olympiska roddtävlingarna 1976 i Montréal.